# Grijsborstsabelvleugel
De grijsborstsabelvleugel (Campylopterus largipennis) is een vogel uit de familie Trochilidae (kolibries).

## Verspreiding en leefgebied
Deze soort komt voor in het Amazonebekken en telt drie ondersoorten:
- C. l. largipennis: oostelijk Venezuela, de Guiana's en noordelijk Brazilië.
- C. l. obscurus: noordoostelijk Brazilië.
- C. l. aequatorialis: van oostelijk Colombia en noordwestelijk Brazilië tot noordelijk Bolivia.